# Lesley Fera
Lesley Fera, all'anagrafe Lesley Kathleen Fera (Los Angeles, 23 novembre 1971), è un'attrice statunitense.

## Biografia
È nota principalmente per aver interpretato il ruolo della madre di Spencer nel telefilm Pretty Little Liars.
L'attrice ha avuto ruoli ricorrenti anche nelle serie televisive 24, CSI: Miami e Southland, oltre ad aver recitato in un alcune produzioni teatrali.

## Filmografia

### Cinema
- The Goddess Within, regia di Steve Spiro - cortometraggio (2001)
- Herstory, regia di Krista Eulberg (2005)
- The Lovers, regia di Azazel Jacobs (2017)
- Boone: The Bounty Hunter, regia di Robert Kirbyson (2017)

### Televisione
- Una famiglia del terzo tipo (3rd Rock from the Sun) – serie TV, episodio 3x13 (1998)
- Una casa per l'assassino (Absence of the Good), regia di John Flynn – film TV (1999)
- Titus – serie TV, episodio 1x01 (2000)
- Gideon's Crossing – serie TV, episodio 1x19 (2001)
- Squadra Med - Il coraggio delle donne (Strong Medicine) – serie TV, episodio 2x07 (2001)
- The Drew Carey Show – serie TV, episodio 7x06 (2001)
- Citizen Baines – serie TV, episodio 1x07 (2001)
- Thieves – serie TV, episodio 1x10 (2002)
- Presidio Med – serie TV, episodio 1x05 (2002)
- Giudice Amy (Judging Amy) – serie TV, episodio 4x21 (2003)
- The Practice - Professione avvocati (The Practice) – serie TV, episodio 8x01 (2003)
- E.R. - Medici in prima linea (ER) – serie TV, episodio 10x12 (2004)
- Medical Investigation – serie TV, episodio 1x03 (2004)
- N.Y.P.D. - New York Police Department (NYPD Blue) – serie TV, episodio 12x17 (2005)
- Numb3rs – serie TV, episodio 2x20 (2006)
- Cold Case - Delitti irrisolti (Cold Case) – serie TV, episodio 4x02 (2006)
- Justice - Nel nome della legge (Justice) – serie TV, episodi 1x10-1x13 (2006-2007)
- Senza traccia (Without a Trace) – serie TV, episodio 7x19 (2009)
- The Mentalist – serie TV, episodio 2x10 (2009)
- Nip/Tuck – serie TV, episodio 6x17 (2010)
- Criminal Minds – serie TV, episodio 5x18 (2010)
- 24 – serie TV, 6 episodi (2009-2010)
- CSI: Miami – serie TV, 4 episodi (2004-2010)
- Detroit 1-8-7 – serie TV, episodio 1x10 (2010)
- Dr. House - Medical Division (House M.D.) – serie TV, episodio 7x15 (2011)
- Southland – serie TV, 4 episodi (2013)
- Dating in LA and Other Urban Myths – serie TV, 9 episodi (2014)
- Stalker – serie TV, episodio 1x02 (2014)
- Pretty Little Liars – serie TV, 54 episodi (2010-2017)
- American Horror Story – serie TV, episodio 8x1 (2018)
- NCIS - Unità anticrimine (NCIS) – serie TV, episodio 22x07 (2024)

## Doppiatrici italiane
Nelle versioni in italiano dei suoi lavori, Lesley Fera è stata doppiata da:
- Roberta Pellini in Pretty Little Liars, The Good Doctor
- Stefania Romagnoli in CSI: Miami (ep. 2x12)
- Elena Morara in CSI: Miami (ep. 9x06)
- Laura Boccanera in Cold Case - Delitti irrisolti
- Emanuela D'Amico in Criminal Minds
- Jolanda Granato in Nip/Tuck
- Rossella Izzo in Pretty Little Liars (ep. 4x11)
- Alberta Izzo in American Horror Story
- Valeria Perilli in NCIS - Unità anticrimine